# Fazenda São Roque
Fazenda São Roque é uma fazenda estabelecida no ano de 1803 localizada no município de Vassouras, localizada no interior do estado do Rio de Janeiro.

## História

### Fundação e primeiras décadas
A fundação da fazenda data ao dia de 31 de outubro de 1803, ainda no contexto do Brasil Colonial sendo fundada pelo Tenente Antônio da Costa Franco. O nome vem de uma homenagem ao seu pai, Roque da Costa Franco.
Na década de 1850, já no contexto do Brasil Imperial, fez parte integrante do auge da produção cafeeira no Vale do Paraíba - principal área produtora de café no país neste período. Com a decadência da produção do café na região, a produção da propriedade foi diversificada.
No século XX, já no Brasil Republicano, a produção cafeeira foi dando lugar ao gado na propriedade. Com as mudanças de finalidade da propriedade, uma parte dos casarões e edifícios foram demolidos. Posteriormente, foi feito um trabalho de restauro na propriedade para garantir a conservação da memória da propriedade.

## Atualidade
Atualmente, a propriedade dedica-se a hotelaria e ao passeio histórico. Para além da hotelaria, a fazenda dedica um espaço para receber festas de formaturas, cerimônia, casamentos, dentre outros eventos.